# Mese (mitología)
Mese (Μέση) en la mitología griega, es una de las tres musas de Delfos, y personifica a la cuerda media o nota media, según la escala musical tónica y representa la cuerda media de las tres de la lira de Apolo. Se cree que las composiciones musicales de la antigua Grecia siempre comenzaban por esa nota.
Era adorada en Delfos. Algunos la identifican también bajo el nombre Apolonis. Sus hermanas eran Nete e Hípate.